# Dasypoda braccata
Dasypoda braccata är en biart som beskrevs av Eduard Friedrich Eversmann 1852. Dasypoda braccata ingår i släktet byxbin, och familjen sommarbin. Inga underarter finns listade i Catalogue of Life.